# آدم تانر (أستاذ جامعي)
آدم تانر (بالألمانية: Adam Tanner)‏ هو فيلسوف ورياضياتي ألماني، ولد في 14 أبريل 1572 في إنسبروك في النمسا، وتوفي في 25 مايو 1632 في علجوم ناري البطن.